# 小凱西馬戲團火車
小凱西馬戲團火車（英語：Casey Jr. Circus Train）是美國加州安納罕迪士尼樂園度假區內的一座鐵路設施；另外，位於法國馬恩河谷的巴黎迪士尼樂園度假區內亦有一項同名的電動過山車遊樂設施。

## 歷史

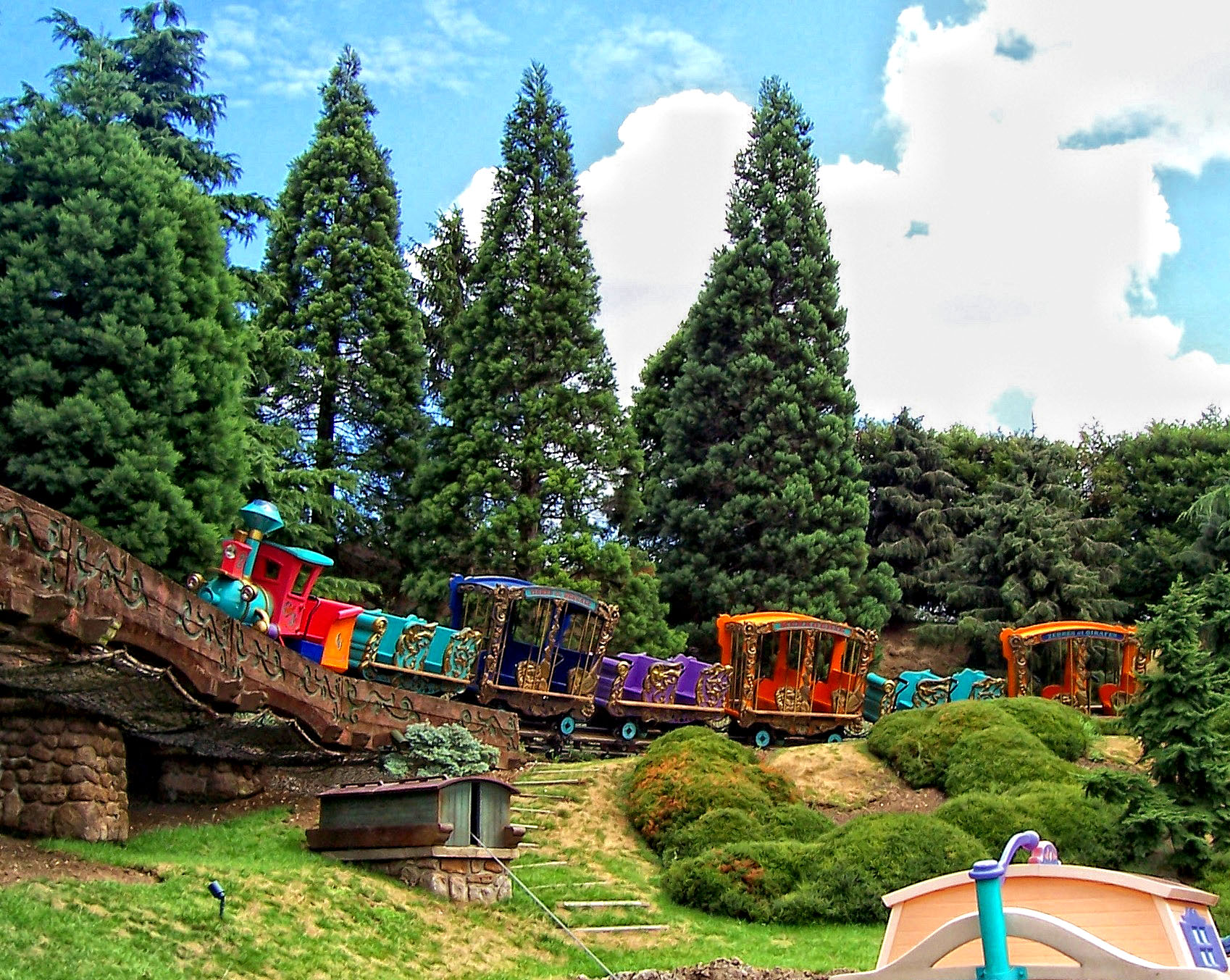
巴黎迪士尼樂園的小凱西馬戲團火車

以華特迪士尼動畫工作室於1941年製作的動畫電影《小飛象》中的同名火車為藍本，小凱西馬戲團火車在沿途設置《冰雪奇緣》、《阿拉丁》及《愛麗絲夢遊仙境》等多齣迪士尼經典動畫電影的縮小模型。這項遊樂設施與同一樂園內較慢的童話運河之旅相類似，但其不同之處就是在於小凱西馬戲團火車並沒有設有旁白。小凱西馬戲團火車在加州迪士尼樂園於1955年7月17日開幕當天啟用，但翌日隨即關閉以進行安全測試，並於同月31日重新開放。
位於巴黎迪士尼樂園內的小凱西馬戲團火車則是為兒童而設的過山車，乘客可以從車上眺望童話世界城堡（Storybook Land Castle）及其他鄰近的景點。
兩個不同版本由兩家公司分別製作而成，加州的2英尺（610毫米） 窄軌鐵路由Arrow Development建造，而巴黎的過山車版本則為Vekoma建造。